# Padenia unifasciana
Padenia unifasciana là một loài bướm đêm thuộc phân họ Arctiinae, họ Erebidae.